# Vyšná Jedľová
Vyšná Jedľová é um município da Eslováquia, situado no distrito de Svidník, na região de Prešov. Tem 5,09 km² de área e sua população em 2018 foi estimada em 183 habitantes.

## Demografia
| Ano:        | 1994 | 2004   | 2014   | 2024   |
| ----------- | ---- | ------ | ------ | ------ |
| Broj ljudi: | 189  | 188    | 193    | 185    |
| Razlika:    |      | -0,52% | +2,65% | -4,14% |

| Ano:               | 2023 | 2024   |
| ------------------ | ---- | ------ |
| Número de pessoas: | 181  | 185    |
| Diferença:         |      | +2,20% |